# Uniwersytet Narodowy „Akademia Kijowsko-Mohylańska”
Narodowy Uniwersytet „Akademia Kijowsko-Mohylańska” (ukr. Національний університет «Києво-Могилянська академія» (Nacionalnyj uniwersytet „Kyjewo-Mohylanśka akademija”), skrót: NaUKMA) – najstarsza uczelnia na terenie współczesnej Ukrainy, zgodnie z uchwałą władz uczelnianych kontynuator tradycji Akademii Kijowskiej założonej w 1658 roku.
Formalnie powołany jako kontynuator Akademii Kijowskiej przez Radę Najwyższą Ukrainy 19 września 1991 roku. W 1992 pierwsi studenci rozpoczęli studia w uczelni, która w 1994 otrzymała status uniwersytetu państwowego. Początkowo posiadał dwie filie: w Ostrogu i Mikołajowie, które z czasem stały się samodzielnymi uniwersytetami.

## Wydziały
- Wydział Nauk Humanistycznych (kierunki: historia, filozofia, język ukraiński a literatura)
- Wydział Nauk Ekonomicznych (kierunki: ekonomia teoretyczna, finanse)
- Wydział Informatyki
- Wydział Prawa
- Wydział Nauk Przyrodniczych (kierunki: fizyka, chemia, biologia, ekologia)
- Wydział Nauk Społecznych i Społecznych Technologii (kierunki: politologia, socjologia, praca socjalna)

## Profesorowie honorowi
- Bohdan Hawryłyszyn
- Jarosław Hrycak
- Paul Ricœur
- Myrosław Popowycz